# Бор (Тихвинский район)
Бор — деревня в Тихвинском районе Ленинградской области. Административный центр Борского сельского поселения.

## История
Деревня Бор упоминается на специальной карте западной части России Ф. Ф. Шуберта 1844 года.

БОР — деревня Боровского общества, Пашекожельского прихода. Река Шомушка.

Крестьянских дворов — 18. Строений — 32, в том числе жилых — 29.

Число жителей по семейным спискам 1879 г.: 46 м. п., 54 ж. п.; по приходским сведениям 1879 г.: 45 м. п., 56 ж. п.

В конце XIX века деревня административно относилась к Новинской волости 2-го стана, в начале XX века к Новинской волости 1-го земского участка 1-го стана Тихвинского уезда Новгородской губернии.

БОР — деревня Боровского сельского общества, число дворов — 25, число домов — 37, число жителей: 69 м. п., 66 ж. п.;
 Занятие жителей — земледелие и лесные заработки. Река Шомушка. Часовня, мельница, земский тракт. (1910 год)

С 1917 по 1918 год деревня Бор входила в состав Новинской волости Тихвинского уезда Новгородской губернии.
С 1918 года в составе Череповецкой губернии.
С 1924 года в составе Пригородной волости.
С 1927 года в составе Шомушского сельсовета Тихвинского района.
В 1928 году население деревни Бор составляло 218 человек.

Деревня Бор на карте 1932 года

Согласно карте Ленинградской области Северо-западного аэрогеодезического треста ГГУ издания 1932 года деревня насчитывала 22 крестьянских двора. В деревне находились сельсовет и почтовое отделение. К югу от деревни располагалась водяная мельница.
До данным 1933 года деревня Бор входила в состав Шомушского сельсовета Тихвинского района Ленинградской области. Административным центром сельсовета была деревня Кайвакса.
В 1936 году деревня Бор являлась административным центром Шомушского сельсовета Тихвинского района, в состав сельсовета входили 6 населённых пунктов, 159 хозяйств и 5 колхозов.
В 1961 году население деревни Бор составляло 71 человек.
По данным 1966 и 1973 годов деревня Бор также являлась административным центром Шомушского сельсовета. По данным на 1973 год в деревне размещалась центральная усадьба совхоза «Тихвинский».
По данным 1990 года деревня Бор являлась административным центром Борского сельсовета Тихвинского района, в который входили 11 населённых пунктов общей численностью населения 1629 человек. В самой деревне Бор проживали 1213 человек.
В 1997 году в деревне Бор Борской волости проживали 1376 человек, в 2002 году — 1172 человека (русские — 96 %).
1 января 2006 года в соответствии с областным законом № 52-оз от 1 сентября 2004 года «Об установлении границ и наделении соответствующим статусом муниципального образования Тихвинский муниципальный район и муниципальных образований в его составе», деревня Бор стала административным центром Борского сельского поселения.
В 2007 году население деревни Бор Борского СП составляло 1317 человек, в 2010 году — 1210, в 2012 году — 1247, в 2025 году — 1109 человек.

## География
Деревня расположена в центральной части района на автодороге 41А-009 (Лодейное Поле — Тихвин — Чудово).
Расстояние до районного центра — 16 км.
Деревня находится на правом берегу реки Шомушка.

## Демография
| 2007 | 2010  | 2017  |
| ---- | ----- | ----- |
| 1317 | ↘1210 | ↗1242 |

### Национальный состав
Согласно данным Всероссийской переписи населения 2021 года в деревне проживали 1084 человека, из них:
 русские — 1043, украинцы — 7, белорусы — 3, вепсы — 2, карелы — 2, немцы — 1, узбеки — 1, другие национальности — 13 человек, остальные национальность не указали.

## Достопримечательности
- Часовня Веры, Надежды, Любови и матери их Софии, 2006 года постройки, деревянная, действующая, приписана к храму Казанской иконы Божией Матери в посёлке Шугозеро[23].

## Улицы
Заречная, Лесная, Молодёжная, Промплощадка № 1, Промплощадка № 2, Промплощадка № 3, Промплощадка № 4, Промплощадка № 5, Промплощадка № 6, Промплощадка № 7, Спортивная, Хвойная, Цветочная, Ягодная.